# قسطنطين ساليناس
قسطنطين ساليناس (بالإسبانية: Constantino Salinas)‏ هو طبيب وسياسي إسباني، ولد في 12 ديسمبر 1886 في إسبانيا، وتوفي في 14 أكتوبر 1966 في بوينس آيرس في الأرجنتين. حزبياً، نشط في حزب العمال الاشتراكي الإسباني.